# 亞馬遜棘脂鯉
亞馬遜棘脂鯉，為輻鰭魚綱脂鯉目脂鯉亞目脂鯉科的其中一個種，為熱帶淡水魚，分布於南美洲巴西普魯斯河及马代拉河流域，體長可達2公分，棲息在流動緩慢、泥底質且植被生長茂密的溪流，生活習性不明。